# Xã Sumner, Michigan
Xã Sumner (tiếng Anh: Sumner Township) là một xã thuộc quận Gratiot, tiểu bang Michigan, Hoa Kỳ. Năm 2010, dân số của xã này là 1.930 người.